# پیر برتران دو بالاندا
پیر برتران دو بالاندا (فرانسوی: Pierre Bertran de Balanda‎; ۲۸ سپتامبر ۱۸۸۷ – ۲۸ مارس ۱۹۴۶) سوارکار پرش اهل فرانسه بود.